# Jeseydan
Jeseydan (em persa: جسيدان, também romanizada como Jeseydān) é uma aldeia do distrito rural de Kurka, situada no distrito central de Astaneh-ye Ashrafiyeh, na província de Gilan, no Irã. No censo de 2006, sua população era de 41, em 13 famílias.